# Schmitt (Eifel)

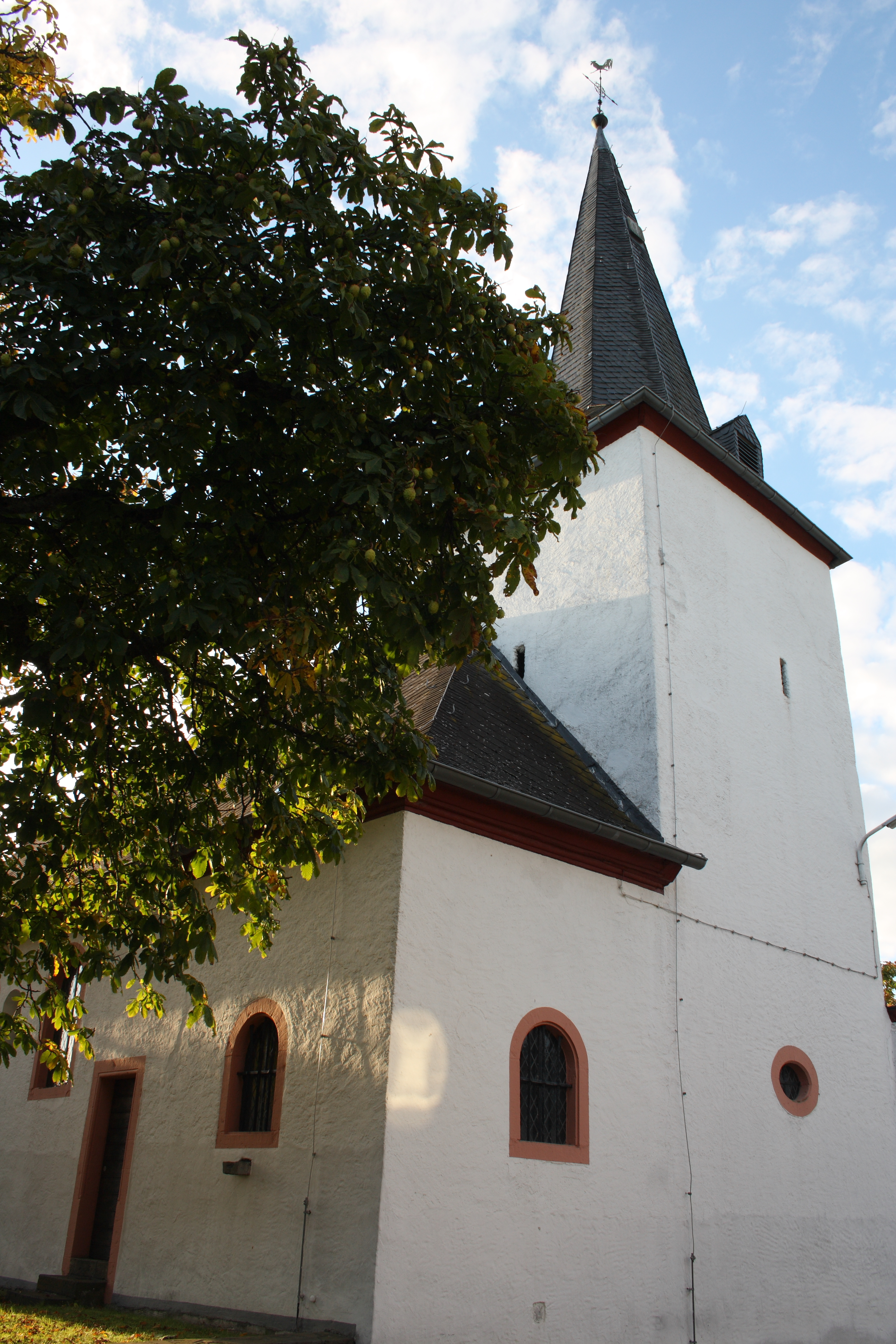
Katholische Filialkirche St. Mauritius

Schmitt ist eine Ortsgemeinde im Landkreis Cochem-Zell in Rheinland-Pfalz. Sie gehört der Verbandsgemeinde Ulmen an und liegt in der südlichen Eifel.

## Geschichte
Der Ortsname Schmitt leitet sich ab von der alten Berufsbezeichnung Schmied. In der Zeit vor 1750 gab es im Großraum der südlichen Eifel eine bedeutsame Eisenerzgewinnung. Die Flüsse und Bäche lieferten dabei die erforderliche Wasserkraft für die Blasebälge der Schmieden. Die Wälder der Eifel lieferten das erforderliche Brennholz.
Mit der Besetzung des Linken Rheinufers 1794 durch französische Revolutionstruppen wurde der Ort französisch und 1815 auf dem Wiener Kongress dem Königreich Preußen zugeordnet. Seit 1946 ist der Ort Teil des damals neu gebildeten Landes Rheinland-Pfalz.
Bevölkerungsentwicklung
Die Entwicklung der Einwohnerzahl der Gemeinde Schmitt, die Werte von 1871 bis 1987 beruhen auf Volkszählungen:
| Jahr | Einwohner |
| ---- | --------- |
| 1815 | 89        |
| 1835 | 109       |
| 1871 | 117       |
| 1905 | 109       |
| 1939 | 129       |

| Jahr | Einwohner |
| ---- | --------- |
| 1950 | 116       |
| 1961 | 125       |
| 1970 | 129       |
| 1987 | 126       |
| 1997 | 164       |

| Jahr | Einwohner |
| ---- | --------- |
| 2005 | 157       |
| 2011 | 126       |
| 2017 | 115       |
| 2023 | 118       |

## Politik

### Bürgermeister
Wilfried Linden wurde 2010 Ortsbürgermeister von Schmitt. Bei der Direktwahl am 26. Mai 2019 wurde er mit einem Stimmenanteil von 78,75 % für weitere fünf Jahre in seinem Amt bestätigt. Bei der Ortsbürgermeisterwahl am 6. Juni 2024 war Wilfried Linden der einzige Kandidat und wurde mit 76,8 % der abgegebenen Stimmen wiedergewählt.

## Kultur und Sehenswürdigkeiten
- In der Dorfmitte befindet sich die 900 Jahre alte Mauritiuskirche.
- Alle zwei Jahre findet ein Traktorentreffen statt, an dem viele Traktorbegeisterte aus Deutschland aber auch dem benachbarten Belgien und den Niederlanden teilnehmen.

Siehe auch: Liste der Kulturdenkmäler in Schmitt

## Vereine
- Kirchenchor Gillenbeuren - Schmitt: 30 Mitglieder im Alter zwischen 17 und 87 Jahren, das Repertoire umfasst das traditionelle und moderne Kirchenlied sowie Gospels und Spirituals in Deutsch und Englisch.
- Junggesellenverein Schmitt
- Freiwillige Feuerwehr Schmitt
- Möhnenverein Schmitt